# Montoliu (Arieja)
Montoliu (en occità, Montoliu; en francès, Montoulieu) és un municipi francès del departament de l'Arieja i la regió d'Occitània.